# Ban Chấp hành Trung ương Đảng Xã hội chủ nghĩa Thống nhất Đức
Ban Chấp hành Trung ương Đảng Xã hội chủ nghĩa Thống nhất Đức (tiếng Đức: Zentralkomitee der Sozialistischen Einheitspartei Deutschlands, viết tắt ZK SED) là cơ quan quyền lực cao nhất của Đảng Xã hội chủ nghĩa Thống nhất Đức (SED) giữa hai kỳ Đại hội Đảng.
Ban Chấp hành Trung ương Đảng được bầu bởi Đại hội Đảng toàn quốc với nhiệm kỳ 5 năm. 

## Bầu cử
Ban Chấp hành Trung ương Đảng là một cơ quan thường trực và trên hết là cơ quan điều hành của Đảng Xã hội chủ nghĩa Thống nhất Đức giữa hai kỳ Đại hội Đảng, trên danh nghĩa là cơ quan cao nhất của Đảng.
Ban Chấp hành Trung ương Đảng được bầu bởi một Đại hội Đảng. Đại hội Đảng (Parteitag) bao gồm các đại biểu chính thức (thành viên có quyền bỏ phiếu) và các đại biểu dụ quyết (không được quyền bỏ phiếu). Tùy thuộc vào Điều lệ Đảng (Parteistatuts), Đại hội Đảng thường triệu tập trong 5 năm. Ban chấp hành Trung ương bổ nhiệm Tổng Bí thư, Bộ Chính trị và Ban Bí thư trong số các thành viên. 

## Chức năng và nhiệm vụ
Ban Chấp hành Trung ương Đảng kiểm soát các cơ quan quyền lực Trung ương của nhà nước và các tổ chức xã hội bằng các tổ chức Đảng hay các chi bộ Đảng. Trong đó các lãnh đạo nhà nước cũng là ủy viên của trung ương Đảng.
Ban Chấp hành Trung ương Đảng nếu thất cần thiết, hoặc Bộ Chính trị đề xuất yêu cầu thì Đại hội Đảng có thể được triệu tập sớm hơn so với Điều lệ Đảng quy định. Nếu không có lý do đặc biệt thì không được trì hoãn việc triệu tập Đại hội Đảng toàn quốc.
Ngoài ra Ban Chấp hành Trung ương Đảng còn bầu:
- Bộ Chính trị
- Ban Bí thư
- Tổng Bí thư, phải là ủy viên của Ban Bí thư

## Ủy viên
Ban Chấp hành Trung ương Đảng năm 1963 có 120 ủy viên và 60 ủy viên dự khuyết (số lượng tăng qua các kỳ Đại hội). Các ủy viên được quyền bỏ phiếu, các ủy viên dự khuyết được phép tham dự các Hội nghị, nhưng không có quyền bỏ phiếu.

## Các ban ngành trung ương
Các phòng ban Trung ương được giao cho Bí thư Trung ương Đảng quản lý, có tổng cộng khoảng 40 ban và được phân chia theo các lĩnh vực. Năm 1970, các ban trung ương có 1,000 nhân viên, năm 1987 có 2,000 nhân viên. Tất cả nhân viên đều được hưởng một số đặc quyền, bao gồm quyền tham gia vào tất cả các cơ sở của nhà nước và Đảng hoặc nhà công vụ.